# Jim Lea
Jim Lea (narozen jako James Whild Lea, 14. června 1949, Wolverhampton, West Midlands) je anglický hudebník, který se proslavil jako baskytarista, klávesista, kytarista a doprovodný zpěvák a spoluautor v glam/hardrockové skupiny Slade.

## Mládí
Lea byl ovlivněn hudbou francouzského jazzového houslisty Stéphane Grappelliho, proto byly housle jeho oblíbeným nástrojem. Rodiče vlastnili podnik The Grange v Bilbrooku, kde vyrůstal. Navštěvoval Codsall Comprehensive School – dnes Codsall Community High School. Hrál ve Staffordšírském orchestru mladých a na hudební škole v Londýně, kde při praktické zkoušce získal vyznamenání a pak postupně přešel na piano, kytaru a konečně na baskytaru. Ve školní kapele 'Nick and The Axemen' hrál nejprve na kytaru, později na baskytaru.

## Slade
Lea se zúčastnil konkurzu do místní skupiny 'The 'N Betweens', jejímiž členy už byli bubeník Don Powell, kytarista Dave Hill a zpěvák Johnny Howells. Když se později přidal Noddy Holder, základ skupiny Slade byl hotov.

## The Dummies
Koncem 70. let ztrácela skupina Slade na popularitě a tak si Lea řekl, jestli by skladby Slade nebyly přijímány lépe, kdyby je nahrával jiný interpret. Koncem roku 1979 Lea založil se svým bratrem Frankem a jeho ženou Lousie, jako vedlejší projekt, skupinu 'The Dummies'. Skupina vydala tři singly, "When The Lights Are Out", "Didn't You Use To Use To Be You" a "Maybe Tonight". První singl byla coververze, která se původně objevila na albu Slade z roku 1974 Old New Borrowed and Blue. Všechny tři singly byly mnohokrát hrány na rozhlasových stanicích, ale prodej trpěl distribučními problémy. Singl "Didn't You Use To Use To Be You" zařazen na 'A' playlist stanice BBC Radio One, což znamenalo, že byl předpoklad jeho umístění v hitparádě Top Ten. Coververze představila Leovu dceru Bonny. "Maybe Tonight" od Roye Wooda, kterou zpívala s Holderem. Později v roce 1992 bylo vydáno album A Day in the Life of the Dummies. Obsahovalo všechny skladby nahrané touto skupinou.